# Оливије Жиру
Оливије Жиру (фр. Olivier Giroud; Шамбери, 30. септембар 1986) јесте француски фудбалер. Тренутно игра за Лос Анђелес. Игра на позицији нападача. Познат је као тимски играч, способан да сачува лопту, укључи остале саиграче у игру, асистира, али и ефектно постигне гол у противничком казненом простору.
Тијери Анри је Жируа описао као невероватног фудбалера способног да изузетно сарађује са остатком офанзивног дела тима.

## Каријера
Рођен је у граду Шамбери, 30. септембра 1986. Одрастао је у селу Фрож. Од 1994. до 1999. играо је за клуб Фрож. Са 13 година почео је своју обуку у клубу Гренобл где је 2005. започео своју сениорску каријеру. Од 2007. до 2008. био је на позајмици у клубу Истр. Од 2012. до 2018. је играо за Арсенал за који је дао више од 100 голова. За фудбалску репрезентацију Француске игра од 2011. и дао је 29 голова.

## Трофеји

### Клуб
Монпеље
- Првенство Француске (1) : 2011/12.

Арсенал
- ФА куп (3) : 2013/14, 2014/15, 2016/17.
- Комјунити шилд (3) : 2014, 2015, 2017.

Челси
- ФА куп (1) : 2017/18.
- УЕФА Лига шампиона (1) : 2020/21.
- УЕФА Лига Европе (1) : 2018/19.

Милан
- Серија А (1) : 2021/22.

### Репрезентација Француске
- Светско првенство (1) : 2018.